# Regnvatteninsamling

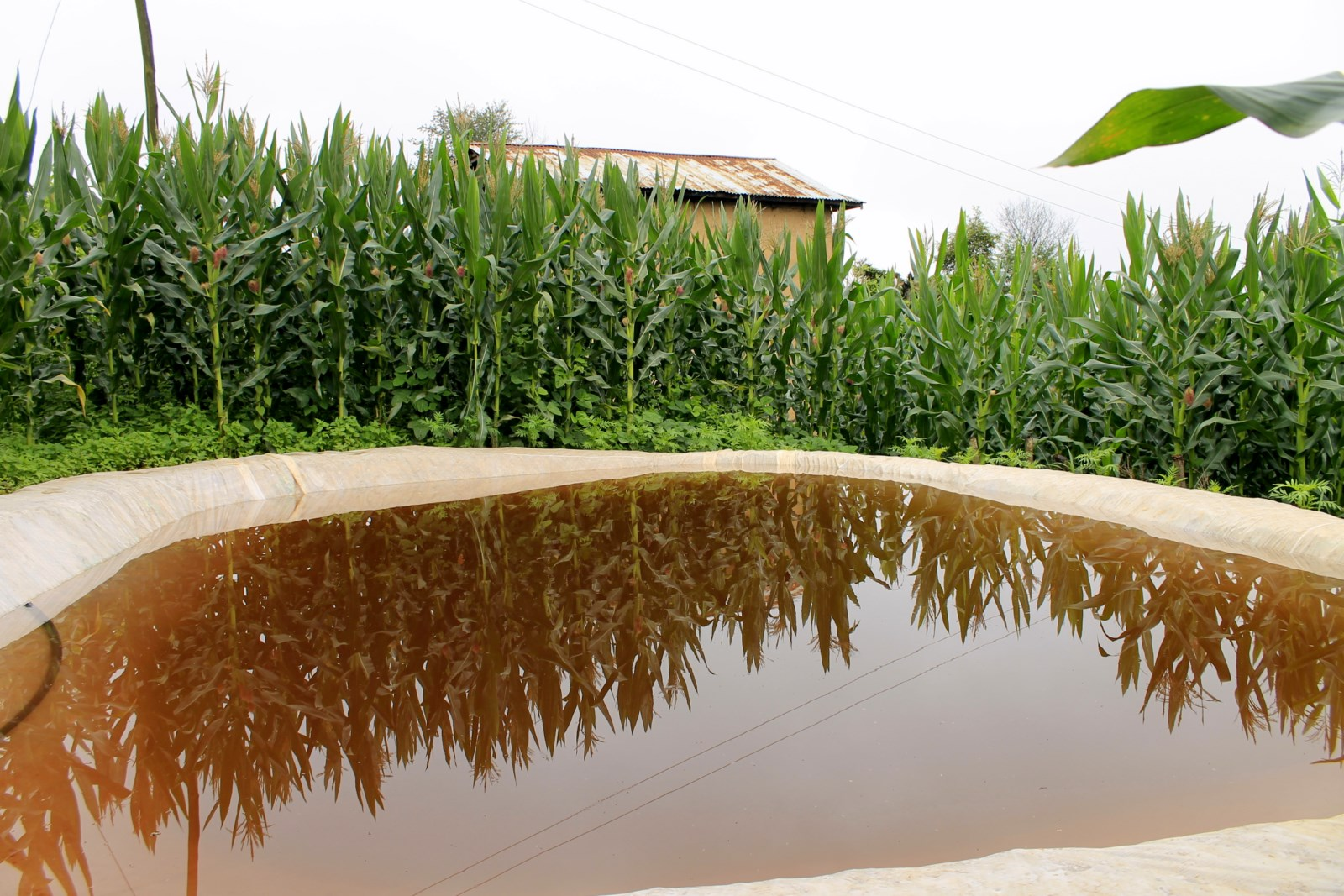
regnvatteninsamling i en konstgjord damm

Regnvatteninsamling är ett sätt att och deponera regnvatten för återanvändning på platsen, i stället för att låta det rinna bort. Regnvatten kan hämtas från floder, dammar eller tak. På många ställen låter man vattnet  omdirigeras till en djup grop, en reservoar med perkolation, eller samlas in från dagg eller dimma med nät eller andra verktyg. Användningsområden kan vara bevattning i trädgårdar eller vatten för boskap. Regnvatten kan också användas för hushållsbruk och dricksvatten med rätt behandling.
Det insamlade vattnet kan lagras under längre tid och höja grundvattennivån.

## För- och nackdelar
Det finns både för- och nackdelar med regnvatteninsamling och man får bedöma användning från fall till fall.

### Fördelar
- Regnvatteninsamling är enkelt att underhålla och energiförbrukning kan minska. Kostnad för investering är mindre än för vattenrening och pumpsystem.
- Regnvatten kan användas direkt för många ändamål som inte kräver dricksvattenkvalité och vattenräkningen kan reduceras.
- Jorderosion vid perioder av ihållande regn kan minska och vatten kan lagras för användning under torrperioder.
- Regnvatten är lämpligt för bevattning. Regnvatten kan enkelt insamlas från tak och förvaras i tunnor eller tankar.

### Nackdelar
- Det kan vara svårt att förutse regnperioder. Torrperioder kan orsaka vattenbrist om lagringen inte är tillräcklig. Man bör inte vara helt beroende av regnvatten.
- Systemet måste underhållas och hållas rent från alger och spillning mm.
- Investeringskostnaden kan vara hög och återbetalningstiden osäker.
- Vissa tak kan avge kemikalier eller spillning från fåglar och om vattnet används för bevattning kan växter skadas.
- Lagringsmöjligheter kan vara begränsade och bestämmer hur mycket regnvatten som kan användas. Vid skyfall går det kanske inte att lagra allt och systemet födar över och kan leda till jorderosion.